# Pangender
Il termine Pangender indica un genere non-binario dove la persona si identifica in più di un genere. Una persona pangender può considerarsi membro di ogni genere. Il prefisso pan deriva dall'omonimo termine greco che, tradotto in italiano, significa "tutto". Pangender è un tipo di terzo genere, simile a bigender, trigender o genderqueer. Gli individui pangender possono identificarsi con pronomi sia neutri che non (come lei/lui)

## Problemi Contemporanei
Uno dei problemi principali che affligge le persone di genere non-binario riguarda quale bagno pubblico utilizzare; le costruzioni sociali presumono che debbano utilizzare i servizi igienici del proprio sesso, piuttosto che quello corrispondente a come si sentono internamente.

## Altre Voci
- Androginia
- Transgender
- Pansessualità